# تورا تاکاسوکا
تورا تاکاسوکا (انگلیسی: Toru Takasuka؛ زادهٔ ۱ ژانویهٔ ۱۹۶۶) کارآفرین اهل ژاپن است، که در سال ۱۹۹۷ شرکت سایبوزو را تأسیس کرد.